# Norvège aux Jeux olympiques d'été de 1976
La Norvège participe aux Jeux olympiques d'été de 1976 à Montréal. 66 athlètes norvégiens, 60 hommes et 6 femmes, ont participé à 44 compétitions dans 11 sports. Ils y ont obtenu deux médailles : une d'or et une d'argent.

## Médailles
| Médaille | Discipline | Épreuve             | Athlète                                              | Performance | Date |
| -------- | ---------- | ------------------- | ---------------------------------------------------- | ----------- | ---- |
| Or       | Aviron     | Deux de couple      | Frank Hansen Alf Hansen                              |             |      |
| Argent   | Aviron     | Quatre sans barreur | Ole Nafstad Arne Bergodd Finn Tveter Rolf Andreassen |             |      |

## Engagés par sport

### Natation
- Gunnar Gundersen